# أزمة أواخر القرون الوسطى

كانت أزمة أواخر القرون الوسطى سلسلة من الأحداث التي وقعت في القرنين الرابع عشر والخامس عشر الميلادي، والتي ترتب عليها توقف قرون الازدهار والنمو في أوروبا. وهي ثلاث أزمات كبرى أدت إلى تغيرات جذرية في جميع مجالات المجتمع؛ إذ أدت إلى انهيار ديمغرافي، وإلى اضطرابات سياسية، واضطرابات دينية.
أدت سلسلة من المجاعات والأوبئة، بدءًا بالمجاعة الكبرى في الفترة 1315-17، وخاصة الطاعون «الموت الأسود» في الفترة 1347-1351، إلى انخفاض عدد السكان ربما إلى النصف أو أكثر، وذلك مع انتهاء الحقبة القروسطية الدافئة، وبداية القرن الأول للعصر الجليدي الصغير. وقد استغرق الأمر نحو 150 عامًا ليستعيد سكان أوروبا مستوى التعداد السكاني لسنة 1300.
شاعت الثورات الشعبية في أوروبا في أواخر القرون الوسطى، وشاعت الحروب الأهلية بين النبلاء في البلدان؛ مثل حرب الوردتين، والقتال الداخلي الذي تكرر في فرنسا تسع مرات. وكانت هناك أيضًا صراعات دولية نشبت بين الملوك مثل فرنسا وإنجلترا في حرب المئة عام. كذلك تحطمت وحدة الكنيسة الكاثوليكية الرومانية بسبب الانشقاق الغربي. وكانت الإمبراطورية الرومانية المقدسة هي الأخرى في انحطاط؛ ففي أعقاب فترة خلو العرش الكبرى (1247-1273)، فقدت الإمبراطورية تماسكها، ومن الناحية السياسية أصبحت السلالات الحاكمة المستقلة لمختلف الولايات الألمانية أكثر أهمية لها من إمبراطوريتها المشتركة.

## تغير المناخ والمجاعة الكبرى
أدى انخفاض درجة الحرارة وحدوث عددٍ كبيرٍ من الفيضانات المدمرة؛ وذلك نتيجة لخروج أوروبا من الحقبة القروسطية الدافئة والدخول في عصر الجليدي الصغير، إلى فساد المحاصيل والتسبب في حدوث المجاعة الكبرى. وشكل البرد والمطر، منذ عام 1315 إلى عام 1317، كارثتين على نحو خاص، إذ أدى الطقس السيئ إلى توقف نضج العديد من الحبوب والبقوليات، وحولت الفيضانات الحقول إلى أراضٍ جدباء قاحلة. تسببت ندرة الحبوب في تضخم الأسعار، على النحو المبين في أحد حسابات أسعار الحبوب في أوروبا، حيث تضاعف سعر القمح من 20 شلن لكل كوارتر في عام 1315 إلى 40 شلن لكل كوارتر بحلول يونيو من العام التالي. وقد تدهور إنتاج محصول العنب، الأمر الذي قلّل من إنتاج النبيذ في كل أنحاء أوروبا. وانخفض إنتاج النبيذ من الكروم المحيطة بدير «القديس أرنولد» في فرنسا بنسبة 80% بحلول سنة 1317. وخلال هذا التغير المناخي وما تلاه من مجاعات، تعرضت المواشي في أوروبا إلى وباء بقري، وهو مرض مجهول الهوية (رغم أن بعض التفسيرات الحديثة تشير إلى أن الوباء كان مرض الجمرة الخبيثة، أو الحمى القلاعية، أو الطاعون البقري). بدأ هذا المرض ينتشر في جميع أنحاء أوروبا، بداية من شرق آسيا في عام 1315 حتى وصل إلى الجزر البريطانية في عام 1319. تشير الحسابات الضمنية حول عدد رؤوس الماشية التي فُقدت بين عام 1319 وعام 1320؛ إلى فقدان نحو 62% من رؤوس الماشية في إنجلترا وويلز وحدهما. وفي هذه البلدان، يمكن العثور على بعض الترابط بين الأماكن التي أدى سوء الأحوال الجوية فيها إلى انخفاض حصاد المحاصيل؛ والأماكن التي تأثرت فيها سلالات الأبقار بالمرض. إذ من المفترض أن انخفاض درجات الحرارة ونقصان التغذية؛ قد أضعف من قوة الجهاز المناعي لدى قطعان الماشية وجعلها أكثر عرضة للأمراض. ألحق الموت الجماعي للأبقار، وإصابتها بالمرض؛ ضررًا بالغًا فيما يخص إنتاج الألبان، ولم يعد حجم الإنتاج إلى المستويات التي كان عليها قبل الوباء حتى عام 1331. كان معظم الفلاحين في القرون الوسطى يحصلون على البروتين من الألبان، وعلى الأرجح؛ سبَّب نقصان الحليب نقصًا في التغذية بين سكان أوروبا. أدّت المجاعات والأوبئة، التي تفاقمت مع انتشار الحروب في تلك الفترة، إلى موت ما يقدَّر بـنحو 10 إلى 15 في المئة من سكان أوروبا.

## العلاقة بين تغير المناخ ووباء الطاعون
كان الطاعون «الموت الأسود» وباءً مدمرًا على نحو خاص في أوروبا خلال هذه الفترة، ويُعزى إليه ذلك؛ بسبب عدد الأشخاص الذين سقطوا جراء الإصابة به خلال السنوات القليلة التي نشط فيها. لقد كان قاتلًا ومميتًا للدرجة التي أودت بحياة نحو ثلاثين إلى ستين بالمئة من سكان المناطق التي كان حاضرًا فيها. وعلى الرغم من وجود بعض التساؤلات حول ما إذا كانت سلالة «يرسينيا الطاعونية» القاتلة هي التي تسببت  بشكل خاص في حدوث وانتشار «الموت الأسود»، فإن الأبحاث تشير إلى عدم وجود فارق كبير في النمط الظاهري البكتيري المسبب للمرض. وبناء على ذلك فإن الظروف والضغوطات البيئية تأخذ في الاعتبار عند وضع الافتراضات حول سبب القدرة المميتة للطاعون الأسود، ظروفًا بيئية مثل فساد المحاصيل نتيجة للتغيرات المناخية، والمجاعات التي تلتها، وتدفق الجرذان إلى أوروبا عبر الصين. كان الطاعون الأسود مروعًا جدًا، لدرجة أنه لم يُرى طاعون يضاهيه في القوة والضراوة منذ طاعون جستنيان الذي حدث قبل الحقبة القروسطية الدافئة. تعزز الفجوة في قوة نشاط الطاعون خلال الحقبة القروسطية الدافئة؛ فرضية تأثير أحوال المناخ على قابلية أوروبا للإصابة بالمرض عندما بدأت الفترة الباردة مع وصول العصر الجليدي الصغير في القرن الثالث عشر.